# Unterseeboot 74 (1940)
Pour les articles homonymes, voir Unterseeboot 74.
L'Unterseeboot 74 ou U-74 est un sous-marin allemand (U-Boot) de type VII.B construit pour la Kriegsmarine pendant la Seconde Guerre mondiale.

## Construction
L'U-74 provient du programme 1937-1938 pour une nouvelle classe de sous-marins océaniques. Il est de type VII B lancé entre 1936 et 1940. Construit dans les chantiers de Bremer Vulkan-Vegesacker Werft à Brême, la quille du U-74 est posée le 5 novembre 1939 et il est lancé le 31 août 1940. L'U-74 entre en service deux mois plus tard.

## Historique
Mis en service le 31 octobre 1940, l'U-74 est affecté à l'entrainement (navire-école) des équipages de sous-mariniers, à la 7. Unterseebootsflottille à Kiel.

Le 1er février 1941, l'U-74 devient opérationnel toujours dans la 7. Unterseebootsflottille, à Kiel, plus tard à la base sous-marine de Saint-Nazaire en France.
Il mène sa première patrouille de guerre, partant du port de Bergen, le 5 mars 1941, sous les ordres du Kapitänleutnant Eitel-Friedrich Kentrat. Il rejoint la base sous-marine de Saint-Nazaire le 11 avril 1941 après trente-huit jours en mer et après avoir coulé un navire marchand de 4 274 tonneaux et endommagé un navire marchand de 123 tonneaux, ainsi qu'un navire de guerre auxiliaire de 11 402 tonneaux.
Le 27 mai 1941, il rallie le lieu du naufrage du Bismarck et recueille trois survivants.
L'Unterseeboot 74 a effectué huit patrouilles dans lesquelles il a coulé quatre navires marchands pour un total de 24 694 tonneaux, un navire de guerre de 925 tonnes, et a endommagé un navire marchand de 123 tonneaux, ainsi qu'un navire de guerre auxiliaire de 11 402 tonneaux, au terme de 180 jours passés en mer.
Sa huitième patrouille commence le 23 avril 1942, au départ du port de La Spezia en Italie, sous les ordres de l'Oberleutnant zur See Karl Friederich. Après dix jours en mer, l'U-74 est coulé le 2 mai 1942 en Méditerranée à l'est-sud-est de Cartagène en Espagne, à la position géographique de 37° 16′ N, 0° 01′ E par des charges de profondeurs lancées  des destroyers britanniques HMS Wishart et HMS Wrestler. L'attaque coûte la vie des quarante-sept membres d'équipage.

## Affectations
- 7. Unterseebootsflottille à Kiel du 31 octobre 1940 au 31 janvier 1941 (entraînement)
- 7. Unterseebootsflottille à Kiel/Saint-Nazaire du 1er février 1941 au 30 novembre 1941 (service actif)
- 29. Unterseebootsflottille à La Spezia du 1er décembre 1941 au 2 mai 1942 (service actif)

## Commandements
- Kapitänleutnant Eitel-Friedrich Kentrat du 31 octobre 1940 au 23 mars 1942
- Oberleutnant zur See Karl Friederich du 24 mars 1942 au 2 mai 1942

## Patrouilles
|       | Commandant                     | Départ           | Départ        | Arrivée           | Arrivée       | Jours     | Succès   |
| ----- | ------------------------------ | ---------------- | ------------- | ----------------- | ------------- | --------- | -------- |
|       | Kptlt. Eitel-Friedrich Kentrat | 22 février 1941  | Kiel          | 23 février 1941   | Heligoland    | 2 jours   |          |
|       | Kptlt. Eitel-Friedrich Kentrat | 24 février 1941  | Heligoland    | 27 février 1941   | Bergen        | 4 jours   |          |
| 1     | Kptlt. Eitel-Friedrich Kentrat | 5 mars 1941      | Bergen        | 11 avril 1941     | Saint-Nazaire | 38 jours  | 15 799   |
| 2     | Kptlt. Eitel-Friedrich Kentrat | 8 mai 1941       | Saint-Nazaire | 30 mai 1941       | Lorient       | 23 jours  |          |
| 3     | Kptlt. Eitel-Friedrich Kentrat | 5 juillet 1941   | Lorient       | 12 août 1941      | Saint-Nazaire | 39 jours  | 4 922    |
| 4     | Kptlt. Eitel-Friedrich Kentrat | 8 septembre 1941 | Saint-Nazaire | 26 septembre 1941 | Saint-Nazaire | 19 jours  | 7891     |
| 5     | Kptlt. Eitel-Friedrich Kentrat | 22 octobre 1941  | Saint-Nazaire | 12 novembre 1941  | Saint-Nazaire | 22 jours  | 8 532    |
| 6     | Kptlt. Eitel-Friedrich Kentrat | 19 décembre 1941 | Saint-Nazaire | 24 décembre 1941  | Messine       | 16 jours  |          |
| 7     | Kptlt. Eitel-Friedrich Kentrat | 27 décembre 1941 | Messine       | 8 janvier 1942    | La Spezia     | 13 jours  |          |
| 8     | Oblt. Karl Friederich          | 23 avril 1942    | La Spezia     | 2 mai 1942        | Coulé         | 10 jours  |          |
| Total | Total                          | Total            | Total         | Total             | Total         | 180 jours | 37 144 t |

Note : Kptlt. = Kapitänleutnant - Oblt. = Oberleutnant zur See

### Opérations Wolfpack
L'U-74 a opéré avec les Wolfpacks (meutes de loup) durant sa carrière opérationnelle:
1. West (13 mai 1941 - 22 mai 1941)
2. Brandenburg (15 septembre 1941 - 20 septembre 1941)
3. Raubritter ( 1er novembre 1941 - 6 novembre 1941)

## Navires coulés
L'Unterseeboot 74 a coulé 4 navires marchands pour un total de 24 694 tonneaux, 1 navire de guerre de 925 tonnes, et a endommagé 1 navire marchand de 123 tonneaux, ainsi qu'un navire de guerre auxiliaire de 11 402 tonneaux au cours des 8 patrouilles (180 jours en mer) qu'il effectua.
| Date              | Nom                  | Nationalité     | Tonnage (GRT) | Fait      |
| ----------------- | -------------------- | --------------- | ------------- | --------- |
| 11 mars 1941      | Frodi                | Islande         | 123           | Endommagé |
| 3 avril 1941      | HMS Worcestershire   | Grande-Bretagne | 11 402        | Endommagé |
| 3 avril 1941      | Leonidas Z. Cambanis | Grèce           | 4 274         | Coulé     |
| 5 août 1941       | Kumasian             | Grande-Bretagne | 4 922         | Coulé     |
| 19 septembre 1941 | NCSM Lévis           | Canada          | 925           | Coulé     |
| 20 septembre 1941 | SS Empire Burton     | Grande-Bretagne | 6 966         | Coulé     |
| 7 novembre 1941   | Nottingham           | Grande-Bretagne | 8 532         | Coulé     |